# Госсард, Стоун
Стоун Карпентер Госсард (родился 20 июля 1966 года) — американский музыкант, гитарист рок-группы Pearl Jam .
Вместе с Джеффом Аментом, Майком МакКриди и Эдди Веддером является одним из основателей Pearl Jam. Госсард также известен своей работой до Pearl Jam в 1980-е в сиэтлских гранж-группах Green River и Mother Love Bone. Помимо этого, он является продюсером и владельцем звукозаписывающего лейбла и студии звукозаписи. Госсард также является участником групп Temple of the Dog и Brad. В 2001 году Госсард выпустил свой первый сольный альбом Bayleaf. Его второй сольный альбом Moonlander вышел в 2013 году.
7 апреля 2017 года Госсард был введён в Зал славы рок-н-ролла в составе Pearl Jam.

## Биография

### Детство и юность
Госсард родился в Сиэтле в семье Дэвида В. Госсарда-младшего и Мэри Кэролайн Карпентер. Его отец был адвокатом, а мать работала в городском правительстве Сиэтла. Также у него было две сестры Стар Лесли Диретт и Шелли Джоан Госсард.
Первой группой Госсарда была March of Crimes, в состав которой входил будущий басист Soundgarden Бен Шепард, а также писатель Джонатан Эвисон. Хотя Госсард провёл в группе совсем немного времени, это дало ему возможность познакомиться с новой музыкальной сценой в Сиэтле. Госсард подружился с коллегой-гитаристом и будущим участником Mudhoney Стивом Тёрнером, который как и Госсард учился в школе The Northwest School. Вместе с Тернером в они играли в группе The Ducky Boys. Интерес Тёрнера к панк-року оказал значительное влияние на Госсарда.

### Green River
Очередной группой Тёрнера стала Green River с участием вокалиста и гитариста Марка Арма, барабанщика Алекса Винсента и басиста Джеффа Амента. Госсарда попросили присоединиться к «Зелёной реке», чтобы Арм мог сосредоточиться исключительно на пении. К тому времени как группа закончила запись своего дебютного EP Come on Down, Тёрнер решил покинуть группу ввиду неприязни к хэви-металической стилистике, которую прививали Амент и Госсард. Он был заменён бывшим товарищем по группе Dementged Diction Брюсом Фэйрвезером.
Группа выпустила мини-альбом Come on Down в 1985 году, а в 1987 году за ним последовал Dry As a Bone, первый релиз на лейбле Sub Pop. Единственный полноформатный студийный альбом группы Rehab Doll был выпущен в 1988 году. Внутренняя борьба привела к распаду группы во время записи Rehab Doll. Между Аментом и Госсардом с одной стороны и Армом с другой возникли неразрешимые разногласия по поводу стиля музыки. Амент и Госсард пытались заключить контракт с крупным лейблом, в то время как Арм хотел продолжать делать независимую музыку, и считал намерения пары коллег слишком карьеристскими. Группа стада достаточно известной в Сиэтле и оказала значительное влияние на жанр, позже известный как гранж. Позже Green River описывалась как «возможно, первая гранж-группа».

### Mother Love Bone
После распада Green River в 1988 году Госсард основал группу Mother Love Bone, в состав которой вошли бывшие члены Green River Амент и Фэйрвезер, бывший фронтмен Malfunkshun Эндрю Вуд и бывший барабанщик Ten Minute Warning и Skin Yard Грег Гилмор. Группа активно выступала и записывалась и к концу 1988 года стала одной из самых многообещающих групп в Сиэтле. В начале 1989 года группа подписала контракт с дочерней компанией PolyGram Mercury Records. В марте того же года группа выпустила свой дебютный мини-альбом Shine.
В конце 1989 года группа вернулась в студию для записи своего дебютного студийного альбома Apple. Выпуск альбома был назначен на март 1990 года. Однако всего за несколько дней до выхода Apple фронтмен Вуд, давно имевший проблемы с наркотиками, попал в больницу после передозировки героина. Проведя несколько дней в больнице в коме, Вуд умер, что привело к фактическому концу группы Mother Love Bone. Альбом Apple всё же вышел в свет чуть позднее.

### Temple of the Dog
Госсард сошёлся с другом детства Майком МакКриди, с которым давно не общался, увидев его выступление с местной группой Love Chile. Госсард знал МакКриди еще до старшей школы, когда они обменивались фотографиями рок-групп. После распада Mother Love Bone Госсард предложил МакКриди вместе заниматься музыкой. После нескольких месяцев совместной практики, Маккриди в свою очередь предложил Госсарду вернуть в состав Амента. В процессе создания собственной группы, трио пригласили принять участие в проекте Temple of the Dog, основанном Крисом Корнеллом из Soundgarden. Проект должен был стать данью памяти погибшему Эндрю Вуду, который был соседом Корнелла по комнате. Состав группы был полностью сформирован, когда к музыкантам присоединился барабанщик Soundgarden Мэтт Кэмерон.
Группа начала репетировать песни, написанные Корнеллом во время концертного тура ещё до смерти Вуда, а также перерабатывать существующий материал из демоверсий Госсарда и Амента. Музыканты работали в свободном режиме, так как от звукозаписывающей компании не было никаких ожиданий или давления. В конечном счёте частью проекта стал вокалист Эдди Веддер, который приехал в Сиэтл на прослушивание. Амент и Госсард искали вокалиста для своей собственной группы и прислали Веддеру кассету с записью своих демо. Веддер сочинил тексты для песен и записал их поверх имеющихся дорожек. Это стало началом группы Pearl Jam.
В Temple of the Dog Веддер спел дуэтом с Корнеллом песню «Hunger Strike», а также записал бэк-вокал для нескольких других песен. Когда группа осознала, что материала набралось достаточно, в апреле 1991 года на лейбле A & M. вышел дебютный альбом Temple of the Dog. Авторство трёх песен принадлежало Госсарду, включая сингл «Pushin Forward Back». Госсард был уверен, что конечный результат понравился бы Вуду.

### Pearl Jam

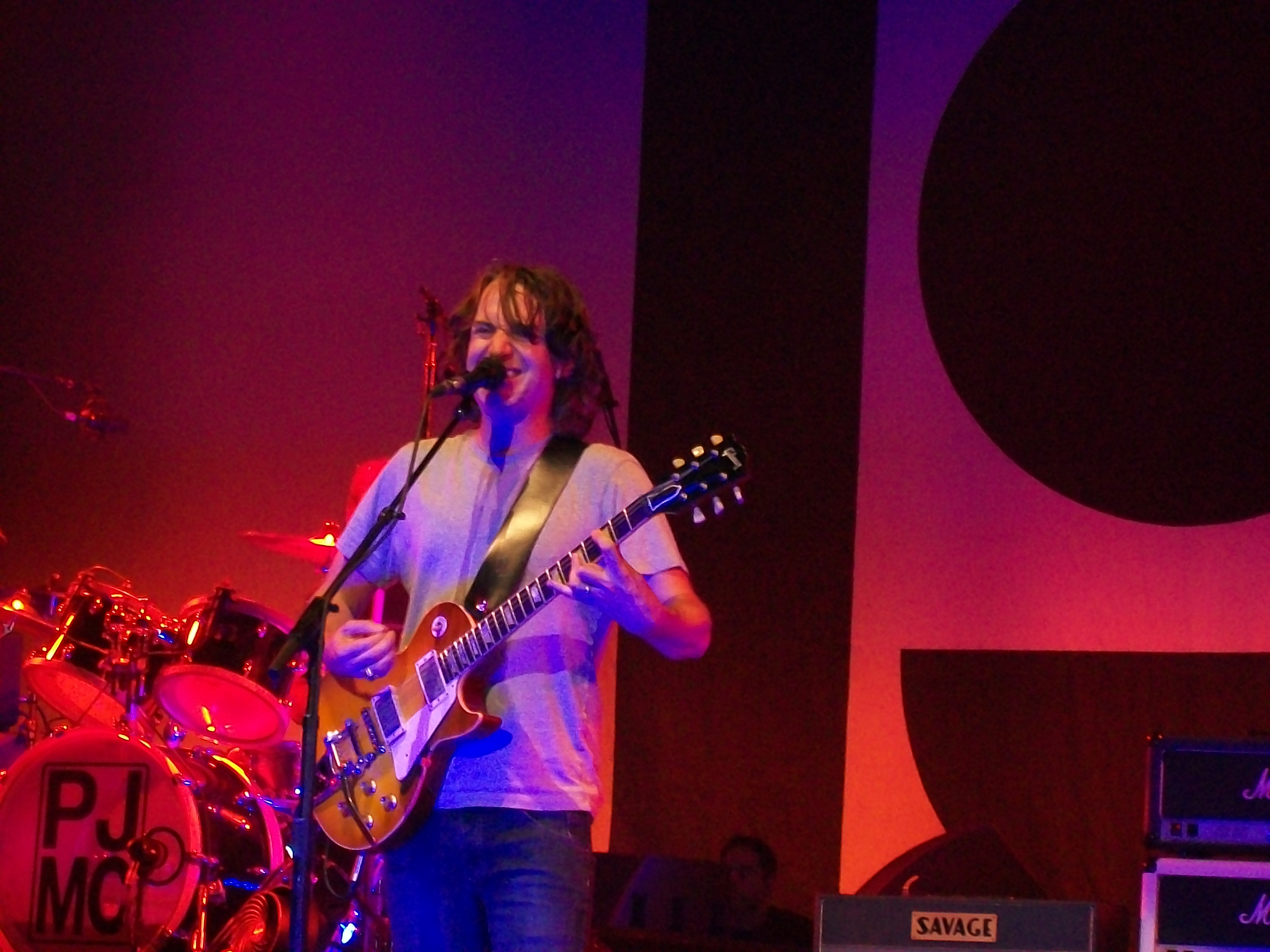
Стоун Госсард на сцене с Pearl Jam. Осло, Норвегия, 9 июля 2012 г.

Группа Pearl Jam была образована в 1990 году Аментом, Госсардом и МакКриди. Позже к ним присоединились Веддер и барабанщик Дэйв Крузен. Изначально группа выбрала название Mookie Blaylock в честь известного баскетболиста, но была вынуждена сменить его в связи с подписанием контракта с Epic Records в 1991 году. После того, как была закончена запись дебютного альбома Ten, в мае 1991 года Крузен покинул Pearl Jam. Его заменил Мэтт Чемберлен, который ранее играл с Edie Brickell & New Bohemians. Отыграв всего лишь несколько концертов, Чемберлен ушёл в группу Saturday Night Live . В качестве замены себе Чемберлен предложил Дэйва Аббруззезе, который присоединился к группе и отыграл оставшиеся концерты Pearl Jam в поддержку альбома Ten
После напряженного гастрольного тура группа отправилась в студию для записи своего второго студийного альбома Vs.. После выхода в 1993 году альбом установил рекорд по количеству проданных копий за неделю, а также находился на вершине чарта Billboard 200 на протяжении пяти недель.
Под давлением успеха группа решила продвигать свои альбомы менее активно, в том числе отказавшись от выпуска видеоклипов. В 1994 году Pearl Jam начали бойкот компании Ticketmaster, который длился три года и ограничивал возможности группы гастролировать в Соединенных Штатах. Госсард принимал активное участие во время спора Pearl Jam с Ticketmaster по поводу их ценовой политики и вместе с Аментом давал показания комитету конгресса, утверждая, что практика Ticketmaster была антиконкурентной.

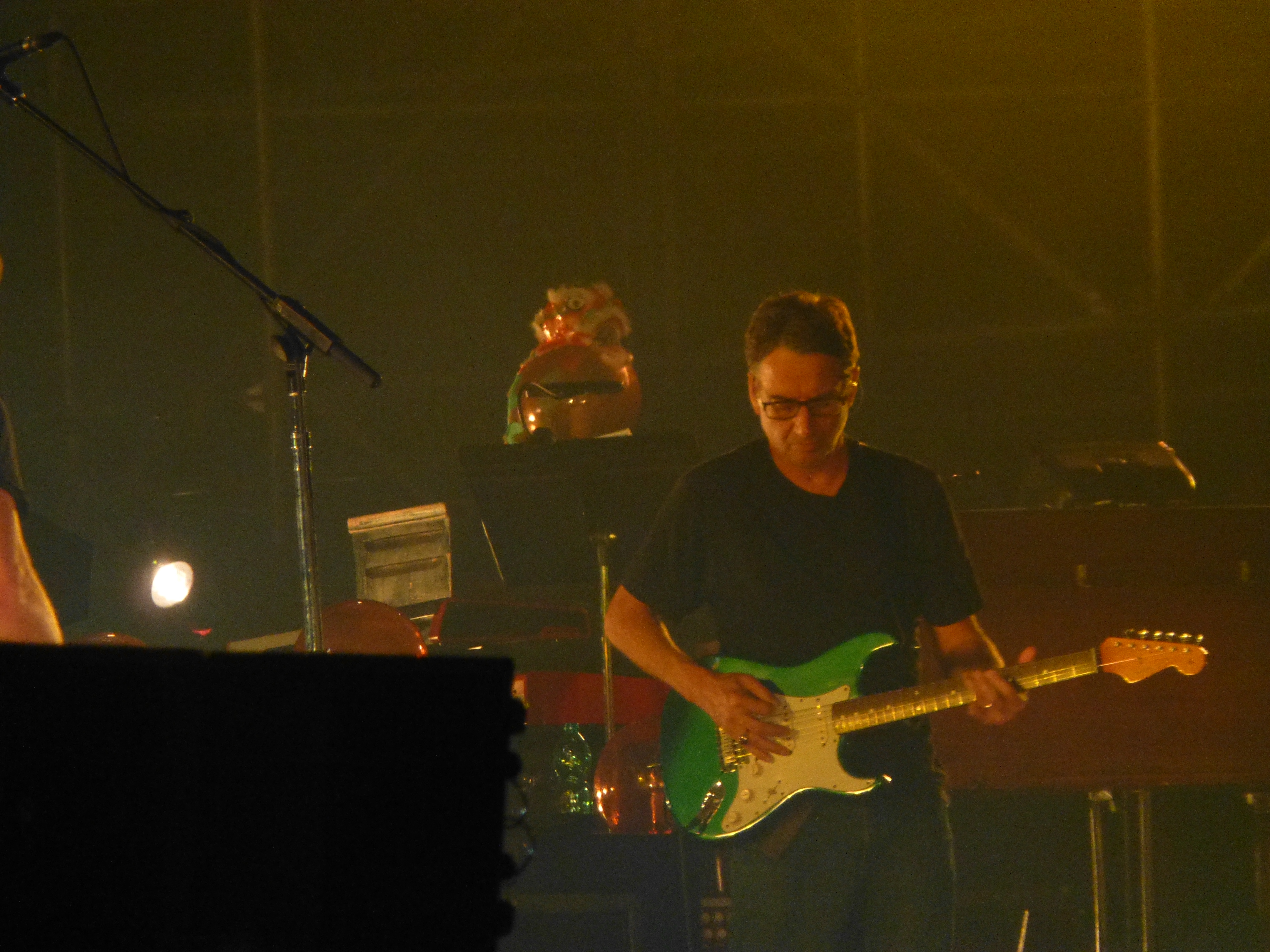
Стоун Госсард на сцене с Pearl Jam в Падуе, Италия, 24 июня 2018 года

Позже в том же году группа выпустила свой третий студийный альбом Vitalogy, который стал третьим подряд альбомом группы, достигшим мультиплатинового статуса. Альбом был номинирован на получение премии Грэмми за альбом года, а также лучший рок-альбом в 1996 году. Позже группа выпустила альбомы No Code (1996) и Yield (1998).
В 2000-е годы Pearl Jam выпустили ещё пять студийных альбомов: Binaural (2000), Riot Act (2002), Pearl Jam (2006), Backspacer (2009) и Lightning Bolt (2013).

## Другие музыкальные проекты

### Brad

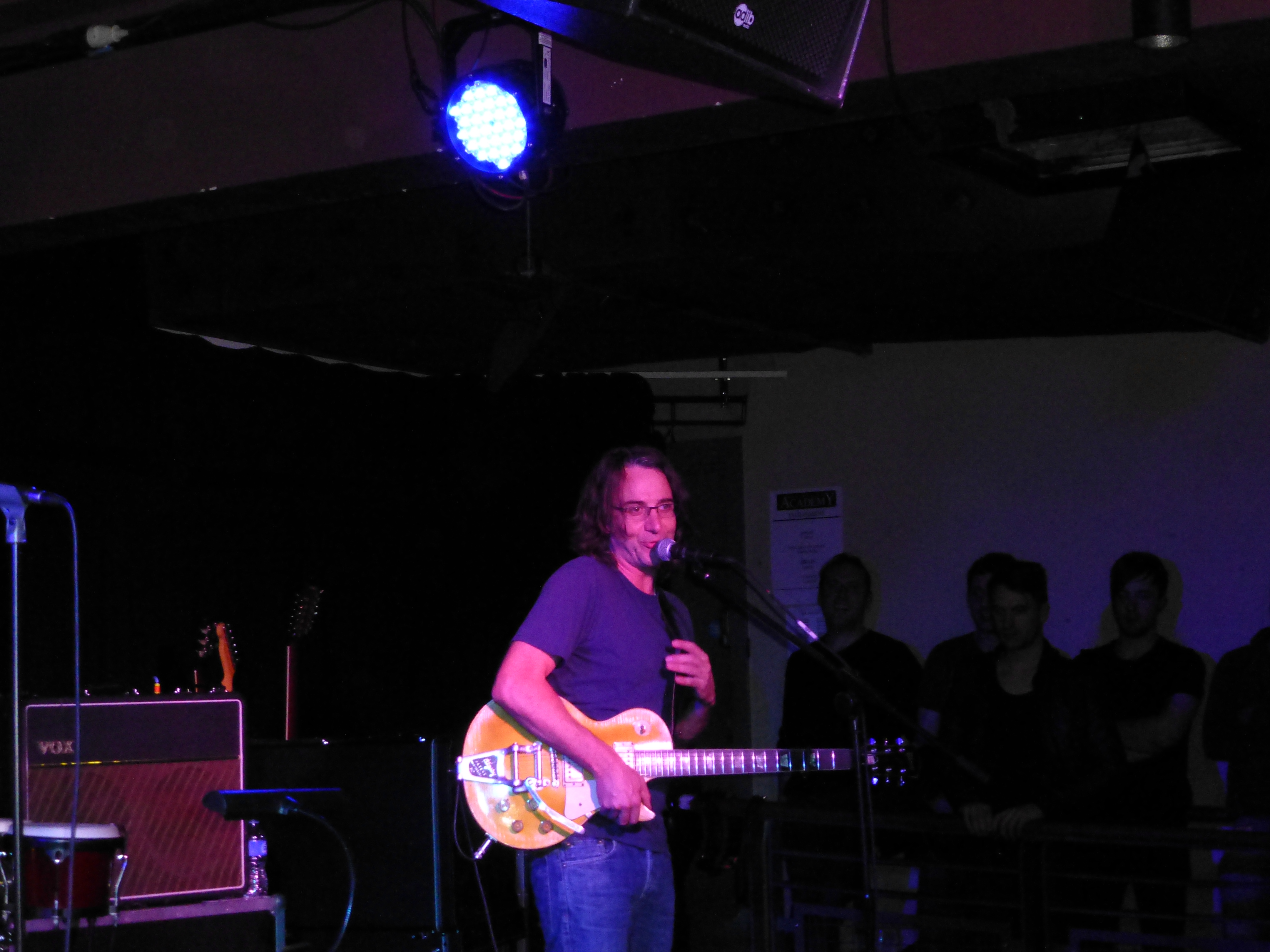
Госсард играет с Brad в Манчестере, Англия, 8 февраля 2013 г.

В 1992 году Госсард присоединился к членам сиэтлской группы Satchel для участия в совместном проекте Brad. Группа выпустила дебютный альбом Shame в 1993 году, за которым последовали Interiors (1997), Welcome to Discovery Park (2002) и сборник Brad vs Satchel (2005). Четвертый студийный альбом группы под названием Best Friends?, был выпущен в августе 2010 года, а пятый альбом United We Stand — 24 апреля 2012 года.

### Mirror Ball
Госсард вместе с другими участниками Pearl Jam отметился на альбоме Нила Янга «Mirror Ball», вышедшем в 1995 году, а затем принял участие в одиннадцатидневном туре по Европе в составе группы поддержки Янга. Концертный тур оказался очень успешным, и менеджер Эллиот Робертс назвал его «одним из величайших туров, которые мы когда-либо совершали в нашей жизни».

### Bayleaf
11 сентября 2001 года Госсард стал первым участником Pearl Jam, выпустившим свой сольный альбом Bayleaf на Sony Music Entertainment. Альбом содержал десять песен, написанных на протяжении четырёх-пяти лет. На Bayleaf Госсард проявил себя как талантливый мультиинструменталист, играющий на ударных, фортепиано, гитаре и бас-гитаре. В звучании альбома чувствовалось влияние Фрэнсиса Блэка, Руфуса Уэйнрайта и The Rolling Stones. Грег Прато из AllMusic писал: «Хотя [альбом] не так силён, как то, что он [Госсард] выпускал вместе с Brad, но у Bayleaf есть свои особенности».

### Moonlander
Вслед за Bayleaf Госсард выпустил альбом под названием Moonlander. В течение нескольких недель с 17 сентября 2008 года на официальном веб-сайте Pearl Jam можно было скачать несколько песен с альбома в цифровом формате. Альбом был записан под влиянием фолк-музыки и кантри, в частности, напоминал творчество Хэнка Уильямса. В треках «Both Live», «Your Flames» и «Beyond Measure» приняли участие приглашённые музыканты Ханс Тьюбер, Пит Дроге, Риган Хагар, Ари Джошуа и другие.

### Лейбл и студия звукозаписи
Госсард создал лейбл Loosegrove Records вместе с коллегой по группе Brad Риганом Хагаром. С момента создания в 1994 году лейбл являлся дочерней компанией Sony, а в 1996 году стал независимым. Loosegroove подписал контракт со многими начинающими артистами в различных музыкальных жанрах, в основном, с рок- и хип-хоп музыкантами. Примечательно, что одной из групп лейбла стала «Queens of the Stone Age», и именно на Loosegrove Records в 1998 году вышел дебютный альбом группы. Лейбл прекратил существование в 2000 году.
В качестве продюсера Госсард работал со многими артистами, в том числе на своём собственном лейбле. Наиболее заметными работами стало сотрудничество с «Satchel», «Green Apple Quick Step», «Weapon of Choice» и «Critters Buggin». Во время работы на лейбле Loosegroove Records Госсард открыл свою собственную студию звукозаписи Studio Litho в Сиэтле. Большая часть продюсерских работ Госсарда производилась в этой студии. Studio Litho работает и принадлежит Госсарду и по сей день. Многие известные музыканты записывались в Studio Litho, включая Soundgarden, Screaming Trees, Dave Matthews Band и Deftones, а также группы Госсарда Brad и Pearl Jam.

## Прочая деятельность
У Госсарда была небольшая роль-камео в фильме 1992 года «Одиночки», вместе с Джеффом Аментом и Эдди Веддером из Pearl Jam. Он сыграл самого себя, по сюжету являясь одним из членов группы Мэтта Диллона «Citizen Dick».
Госсард активно занимался охраной окружающей среды. Он является членом совета директоров Wild Salmon Center, международной природоохранной организации, базирующейся в Портленде, штат Орегон.
Будучи артистом и художником, Госсард принимал активное участие в оформлении альбомов Pearl Jam. Его работы можно также найти в материалах, распространяемых через фан-клуб Pearl Jam.

## Музыкальный стиль и влияние

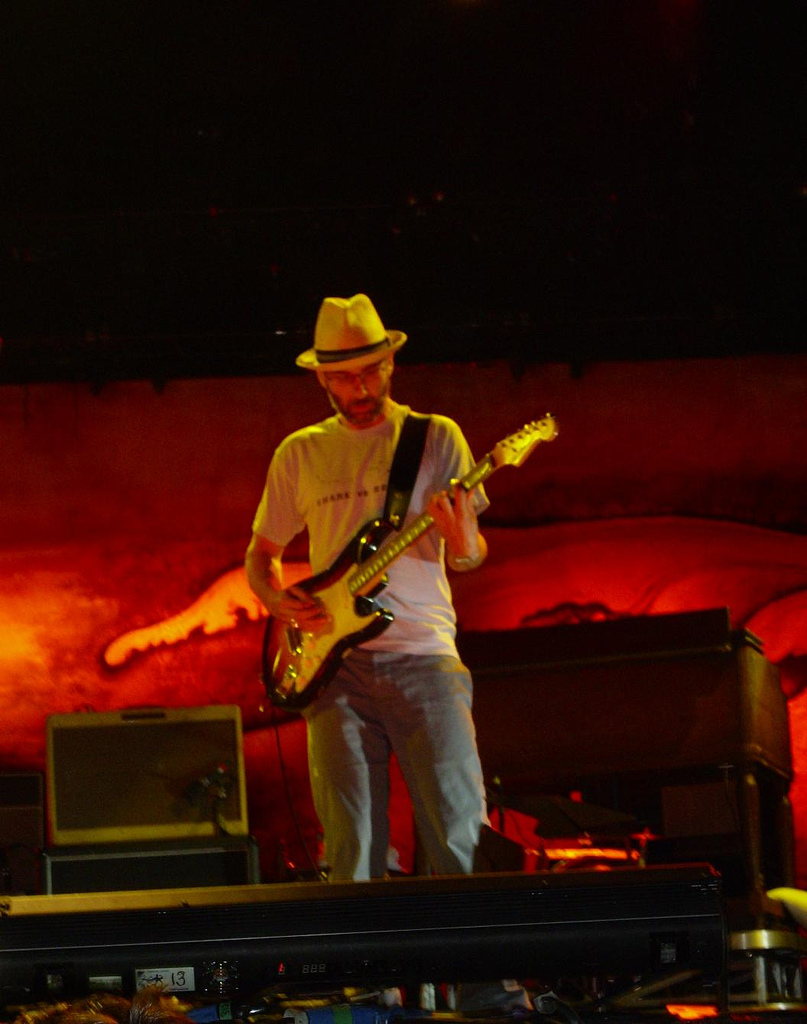
Стоун Госсард на сцене с Pearl Jam в Мадриде, Испания, 7 сентября 2006 г.

Госсард известен своим жестким ритмическим стилем игры и чувством грува. По его словам, большое влияние на манеру исполнения оказали Led Zeppelin, Kiss, Джими Хендрикс и Van Halen, а также фанк- и рэп-исполнители. Госсард использует гитары Fender Telecaster, Fender Stratocaster и Gibson Les Paul.
По словам Веддера, сотрудничать с Госсардом крайне сложно, так как он категорически отказывается работать над чем-либо, хотя бы отдалённо похожим на то, что он делал раньше.
В самом начале существования Pearl Jam, Госсард и МакКриди были чётко обозначены как ритм- и лид-гитаристы соответственно. Распределение ролей начало меняться, когда Веддер начал больше играть на ритм-гитаре в эру Vitalogy. В 2006 году МакКриди сказал: «Несмотря на то, что в группе три гитариста, я думаю, что всё ещё есть место для дополнительных партий. Стоун может уйти в сторону и сыграть партию из двух нот, Эд сыграет пауэр-аккорд, а я впишусь во всё это».
В Pearl Jam музыка Госсарда стала основой для многих ранних песен группы. Музыка на восьми из одиннадцати треков на дебютном альбоме Pearl Jam Ten, была написана или лично Госсардом, или совместно с ним, включая хиты «Alive», «Even Flow» и «Black». Впоследствии Госсард стал меньше писать самостоятельно, предпочитая совместную работу с другими членами группы. Тем не менее, некоторые из более поздних хитов, вроде «Do the Evolution» и «Life Wasted» (из Pearl Jam), он написал сам. Авторский вклад Госсарда в Pearl Jam не ограничивался музыкой. Он также написал текст песен  «All All Yesterdays» с альбома Yield; «Strangest Tribe» (c рождественского сингла фан-клуба 1999 года); песни с альбома Binaural «Thin Air», «Of the Girl» и «Rival»; композиции с Lost Dogs «Don’t Gimme No Lip» и «Fatal». Помимо гитары, Госсард также играл на меллотроне, бас-гитаре и резонаторной гитаре, а также часто исполнял партии бэк-вокала. Он также является ведущим вокалистом в двух полностью написанных им песнях Pearl Jam: «Mankind» и «Don’t Gimme No Lip».

## Признание
В рецензии на одноимённый альбом Pearl Jam 2006 года редактор журнала Rolling Stone Дэвид Фрик отметил, что и Госсард, и ведущий гитарист Pearl Jam Майк МакКриди были по ошибке исключены из публикации 2003 года «100 величайших гитаристов всех времен». В феврале 2007 года Госсард и МакКриди были совместно включены Rolling Stone в список «Топ-20 новых гитарных богов» под названием «Четверорукий монстр».

## Дискография

### Green River
| Год  | Название                                                                | Лейбл        | Композиции                               |
| ---- | ----------------------------------------------------------------------- | ------------ | ---------------------------------------- |
| 1985 | Come on Down                                                            | Homestead    | Все                                      |
| 1986 | Deep Six                                                                | C/Z          | «10,000 Things» и «Your Own Best Friend» |
| 1987 | Dry As a Bone                                                           | Sub Pop      | Все                                      |
| 1988 | Motor City Madness                                                      | Glitterhouse | «Searchin' (Good Things Come)»           |
| 1988 | Rehab Doll                                                              | Sub Pop      | Все                                      |
| 1988 | Sub Pop 200                                                             | Sub Pop      | «Hangin' Tree»                           |
| 1989 | This House is Not a Motel                                               | Glitterhouse | «Swallow My Pride»                       |
| 1989 | Sub Pop Rock City                                                       | Glitterhouse | «Hangin' Tree»                           |
| 1989 | Another Pyrrhic Victory: The Only Compilation of Dead Seattle God Bands | C/Z          | «Bazaar» и«Away in Manger»               |
| 1990 | Endangered Species                                                      | Glitterhouse | «Ain’t Nothing to Do»                    |
| 1990 | Dry As a Bone/Rehab Doll                                                | Sub Pop      | Все                                      |
| 1992 | Afternoon Delight: Love Songs from Sub Pop                              | Sub Pop      | «Baby Takes»                             |
| 1996 | Hype!: The Motion Picture Soundtrack                                    | Sub Pop      | «Swallow My Pride» (демо 1987 года)      |
| 2000 | Wild and Wooly: The Northwest Rock Collection                           | Sub Pop      | «This Town»                              |
| 2006 | Sleepless in Seattle: The Birth of Grunge                               | Livewire     | «Come on Down»                           |

### Mother Love Bone
| Год  | Название                                                               | Лейбл                       | Композиции                     |
| ---- | ---------------------------------------------------------------------- | --------------------------- | ------------------------------ |
| 1989 | Shine                                                                  | Stardog/Mercury             | Все                            |
| 1990 | Apple                                                                  | Stardog/Mercury             | Все                            |
| 1992 | Singles: Original Motion Picture Soundtrack                            | Epic                        | «Chloe Dancer/Crown of Thorns» |
| 1992 | Mother Love Bone                                                       | Stardog/Mercury             | Все                            |
| 1993 | Thrash and Burn: The Metal Alternative                                 | Sony Music Special Products | «Capricorn Sister»             |
| 1993 | The Best of Grunge Rock                                                | Priority                    | «Stardog Champion»             |
| 1995 | Alterno-Daze: Natural 90s Selection                                    | MCA                         | «Stardog Champion»             |
| 1997 | Proud to Be Loud                                                       | Debutante                   | «Bone China»                   |
| 2001 | Alternative Moments                                                    | Sony Music Media            | «Chloe Dancer/Crown of Thorns» |
| 2007 | The Road Mix: Music from the Television Series One Tree Hill, Volume 3 | Maverick                    | «Chloe Dancer/Crown of Thorns» |

### Temple of the Dog
| Год  | Название          | Лейбл |
| ---- | ----------------- | ----- |
| 1991 | Temple of the Dog | A&M   |

### Pearl Jam
- Ten (1991)
- Vs. (1993)
- Vitalogy (1994)
- No Code (1996)
- Yield (1998)
- Binaural (2000)
- Riot Act (2002)
- Pearl Jam (2006)
- Backspacer (2009)
- Lightning Bolt (2013)
- Gigaton (2020)

### Brad
| Год  | Название                                 | Лейбл                   | Композиции                                                                                  |
| ---- | ---------------------------------------- | ----------------------- | ------------------------------------------------------------------------------------------- |
| 1993 | Shame                                    | Epic                    | Все                                                                                         |
| 1994 | Threesome: Music from the Motion Picture | Epic                    | «Buttercup»                                                                                 |
| 1997 | Interiors                                | Epic                    | Все                                                                                         |
| 1998 | Chicago Cab: Soundtrack                  | Loosegroove             | «Secret Girl»                                                                               |
| 2002 | Welcome to Discovery Park                | Redline                 | Все                                                                                         |
| 2005 | Brad vs Satchel                          | The Establishment Store | Все кроме «Looking Forward», «Peace and Quiet», «Takin' It Back» и «Who’s Side Are You On?» |
| 2010 | Best Friends?                            | Monkey Wrench           | Все                                                                                         |
| 2012 | United We Stand                          | Razor & Tie Records     |                                                                                             |

### Сольные альбомы
| Год  | Название   | Лейбл                |
| ---- | ---------- | -------------------- |
| 2001 | Bayleaf    | Sony                 |
| 2013 | Moonlander | Monkeywrench Records |

### Совместные работы
| Год  | Группа                                                                   | Название                   | Лейбл            | Композиции                                                 |
| ---- | ------------------------------------------------------------------------ | -------------------------- | ---------------- | ---------------------------------------------------------- |
| 1995 | Нил Янг                                                                  | Mirror Ball                | Reprise          | все                                                        |
| 1996 | Thermadore                                                               | Monkey on Rico             | Holiday/Atlantic | Четыре песни, включая «Pushing» и «Anton»                  |
| 1996 | Three Fish                                                               | Three Fish                 | Epic             | «Strangers in My Head»                                     |
| 1998 | Calm Down Juanita Tyler Willman, Kevin Guess и R. Cole Peterson III Esq. | Calm Down Juanita          | Echo Records     | «Touchin' Myself»                                          |
| 2000 | Джош Фриз                                                                | The Notorious One Man Orgy | Kung Fu          | «Men & Women»                                              |
| 2003 | Майк МакКриди, Стоун Госсард, Коул Питерсон и Крис Фрил                  | Live from Nowhere Near You | Funkhead Music   | «Powerless»                                                |
| 2004 | Стив Тёрнер                                                              | Searching for Melody       | Roslyn           | Некоторые                                                  |
| 2004 | Critters Buggin                                                          | Stampede                   | Rope-a-dope      | «Toad Garden»                                              |
| 2004 | Джек Айронз                                                              | Attention Dimension        | Breaching Whale  | «Water Song»                                               |
| 2004 | Стив Тёрнер                                                              | And His Bad Ideas          | Roslyn           | Некоторые                                                  |
| 2005 | Meganut                                                                  | That Would Be Dope         | -                | «Satisfaction» и «Rockbottom»                              |
| 2009 | Джош Фриз                                                                | Since 1972                 | Outerscope       | «Who Am I to Say, Really?»                                 |
| 2011 | Caspar Babypants                                                         | Sing Along!                |                  | «Mister Winter Bee», «I Wanna Be a Snowman» и «Helicopter» |